# Marinos Charvouris

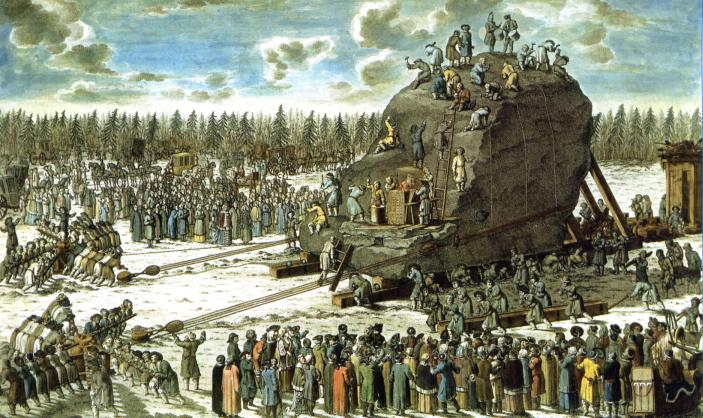
Transport av Åskstenen

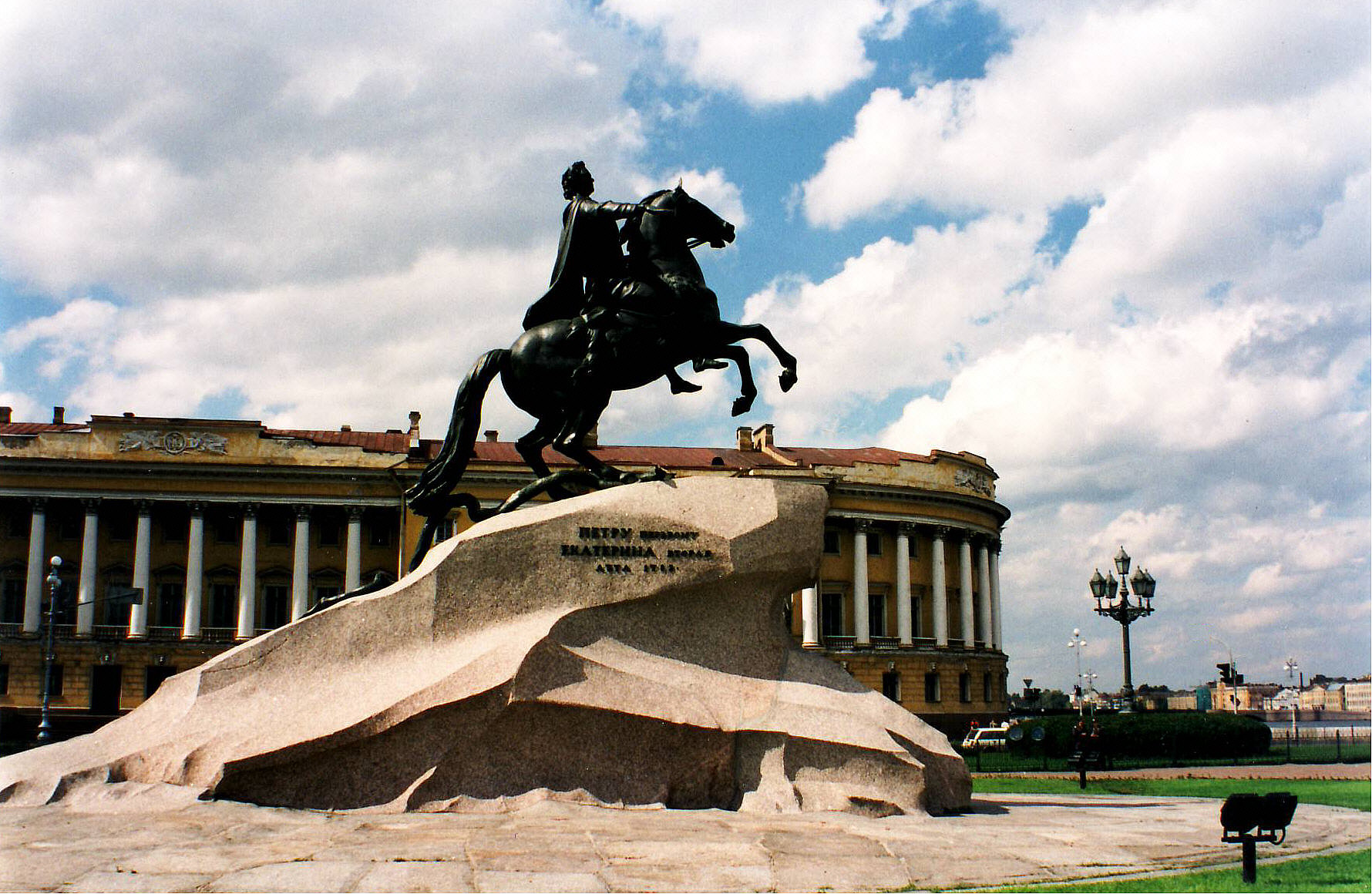
Bronsryttaren på Senatsplatsen i Sankt Petersburg

Marinos Charvouris, eller Marin Carburi de Cefalonie, grekiska: Μαρίνος Χαρβούρης, född 1729 i Argostoli på Kefalinia under Venedig, död 19 april 1782 i Lixouri på Kefalinia, var en ingenjör från Kefalinia, som då låg under beskydd av Venedig.
Han blev känd för att ha organiserat transporten av megaliten Åskstenen till Sankt Petersburg.

## Biografi
Marinos Charvouris studerade matematik på Universitetet i Bologna och ingenjörsvetenskap i Wien i Österrike-Ungern. Han arbetade därefter för den österrikisk-ungerska armén och blev sedan rekryterad av Katarina II i Ryssland, där han blev generalkommissionär i arméns byggnadsarbeten. Han gifte sig med grekiskan Helena Chryssoskouleou, som var dotter till den ryska utrikesministern. Efter hennes död lämnade han landet tillsammans med sina barn. Fartyg förliste, varvid hans elvaåriga son Giorgio omkom. Han slog sig ned med den överlevande dottern Sophia i Paris i Frankrike, där hans bror var bosatt.
I Paris författade han 1777 en bok med lösningar av större transportproblem. Han gifte om sig med en fransyska och flyttade 1779 till Lixouri på sin födelseö Kefalinia. Han började odla bomull och senare sockerrör tillsammans med sin kollega Bandu. År 1782 hemsöktes egendomen av rövarband från halvön Mani på Peloponnesos, som mördade Charvouris, Bandu och alla anställda.

## Åskstenen i Sankt Petersburg
Som sockel till en ryttarstaty av Peter den store i Sankt Petersburg valdes 1768 ut en 1 500 ton tung megalit i ett sankt område nära byn Konnoya Lakhta väster om Sankt Petersburg. Charbouris åtog sig uppdraget.
Transporten av Åskstenen var den dittills tyngsta som genomförts. Den planerades 1768 och genomfördes mellan den 15 november 1769 till den 22 september 1770. Det anses vara det största stenblock som förflyttats av enbart människor.